# Festival du film de Londres 2018
Le Festival du film de Londres 2018, 62e édition du festival, s'est déroulé du 10 au 21 octobre 2018.

## Déroulement et faits marquants
Les jurys sont présidés par Lenny Abrahamson, Francis Lee et Simon Chinn.
Le 20 octobre 2018, le palmarès est dévoilé : le prix du meilleur film est remporté par Joy de Sudabeh Mortezai, le prix du meilleur premier film par Girl de Lukas Dhont, le prix du meilleur documentaire par What You Gonna Do When the World's on Fire? de Roberto Minervini et le prix du meilleur court métrage par Lasting Marks de Chalie Lyne,.

## Jury

### Compétition officielle
- Lenny Abrahamson (président du jury), réalisateur
- Baz Bamigboye, journaliste
- Emilia Clarke, actrice
- Dominic Cooper, acteur
- Cairo Cannon, productrice
- Gonzalo Maza, scénariste
- Andrea Riseborough, actrice

### Compétition premier long métrage
- Francis Lee (président du jury), réalisateur
- Maria Djurkovic, chef décoratrice
- Natalie Dormer, actrice
- Will Poulter, acteur
- Inge de Leeuw, programmatrice
- Ben Bailey Smith, rappeur

### Compétition documentaire
- Simon Chinn (président du jury), producteur
- Lucy Cohen, productrice
- Charlie Lyne, critique
- Daisy Asquith, réalisatrice
- Anita Rani, animatrice de télévision

## Sélection

### En compétition officielle
- Les Oiseaux de passage (Pájaros de verano) de Cristina Gallego et Ciro Guerra  Colombie  Mexique
- Destroyer de Karyn Kusama  États-Unis
- Heureux comme Lazzaro (Lazzaro Felice) de Alice Rohrwacher  Italie
- Happy New Year, Colin Burstead de Ben Wheatley  Royaume-Uni
- In Fabric de Peter Strickland  Royaume-Uni
- Joy de Sudabeh Mortezai  Autriche
- The Old Man and The Gun de David Lowery  États-Unis
- Shadow (影, Yǐng) de Zhang Yimou  Chine
- Sunset (Napszállta) de László Nemes  Hongrie
- Tarde para morir joven de Dominga Sotomayor  Chine  Brésil  Argentine

### Film d'ouverture
- Les Veuves (Widows) de Steve McQueen

### Film de clôture
- Stan and Ollie de Jon S. Baird

### En compétition premier long métrage
- The Chambermaid (La Camarista) de Lila Avilés  Mexique
- The Day I Lost My Shadow de Soudade Kaadan  Syrie  Liban
- Dead Pigs de Cathy Yan  Chine
- Girl de Lukas Dhont  Belgique
- Holiday d'Isabella Eklöf  Danemark
- Journey to a Mother’s Room de Celia Rico Clavellino  Espagne
- Only You de Harry Wootliff  Royaume-Uni
- Ray & Liz de Richard Billingham  Royaume-Uni
- Soni de Ivan Ayr  Inde
- Wildlife de Paul Dano  États-Unis

### En compétition documentaire
- Bisbee '17 de Robert Greene  États-Unis
- Dream Away de Marouan Omara et Johanna Domke  Égypte  Allemagne
- Evelyn de Orlando von Einsiedel  Royaume-Uni
- L'Empire de la perfection de Julien Faraut  France
- The Plan That Came from the Bottom up de Steve Sprung  Portugal
- Putin's Witnesses de Vitali Manski  Lettonie  République tchèque  Allemagne  Suisse
- The Raft de Marcus Lindeen  Suède
- Teatro de guerra de Lola Arias  Argentine
- What You Gonna Do When the World's on Fire? de Roberto Minervini  Italie
- L'époque de Matthieu Bareyre  France

## Palmarès
- Meilleur film : Joy de Sudabeh Mortezai
- Meilleur premier film : Girl de Lukas Dhont
- Meilleur documentaire : What You Gonna Do When the World's on Fire? de Roberto Minervini
- Meilleur court métrage : Lasting Marks de Chalie Lyne